# Янг, Уилли
Уи́льям «Уи́лли» Янг (англ. William "Willie" Young; ум. 25 сентября 1986) — шотландский кёрлингист и тренер по кёрлингу.
В составе мужской сборной Шотландии участник двух чемпионатов мира (серебряные призёры в 1959, бронзовые призёры в 1962). Чемпион Шотландии среди мужчин.
Использовал «нетрадиционную» технику выката для броска камня: бросая камень правой рукой, выкатывался скользя не на левой ноге, как обычно для «праворукого» броска, а на правой.
Играл на позиции четвёртого, был скипом команды.

## Достижения
- Чемпионат мира по кёрлингу среди мужчин: серебро (1959), бронза (1962).
- Чемпионат Шотландии по кёрлингу среди мужчин: золото (1962).

## Команды
| Сезон   | Четвёртый | Третий      | Второй         | Первый    | Турниры            |
| ------- | --------- | ----------- | -------------- | --------- | ------------------ |
| 1958—59 | Уилли Янг | Джон Пирсон | Джимми Скотт   | Бобби Янг | ЧМ 1959            |
| 1961—62 | Уилли Янг | Джон Пирсон | Сэнди Андерсон | Бобби Янг | ЧШМ 1962 · ЧМ 1962 |

(скипы выделены полужирным шрифтом)

## Результаты как тренера национальных сборных
| Год  | Турнир                                          | Сборная                   | Место |
| ---- | ----------------------------------------------- | ------------------------- | ----- |
| 2011 | Чемпионат мира по кёрлингу среди ветеранов 2011 | Шотландия (ветераны жен.) | 5     |